# نینگیوآنسور
نینگیوآنسور(نام علمی: Ningyuansaurus) نام یک سرده از راسته خزنده‌کفلان است.